# Александер Вольщан
Александер Вольщан (пол. Aleksander Wolszczan, нар. 29 квітня 1946, Щецинек) — польський і американський астроном, найбільше відомий відкриттям в 1992 році перших двох екзопланет.
Почавши наукову кар'єру в Польщі, він емігрував в США 1982 року після запровадження в Польщі воєнного стану. 1992 року, працюючи на радіотелескопі Аресібо, він за зміною періоду пульсара PSR B1257+12 відкрив існування у нього двох екзопланет. Це перше в історії відкриття планет у інших зір вважається одним з найвизначніших досягнень польської астрономії. Втім, Нобелівську премію за відкриття екзопланет отримали Мішель Майор і Дідьє Кело, бо їхня екзопланета 51 Пегаса b оберталась не навколо пульсара, а навколо звичайної зорі, хоч і була відкрита пізніше — 1995 року.

## Біографія
Народився в Щецинеку. Його батько Єжи Вольщан під час Другої світової війни був учасником Вересневої кампанії та солдатом Армії Крайової, а мати Зофія працювала в Союзі польських письменників. Невдовзі після народження Александера родина переїхала до Щецина, де батько вивчав економіку, а потім викладав її в Щецінській політехніці (нині Західнопоморський технологічний університет).
Александер з дитинства цікавився зорями. Він стверджував, що його надихав батько, розповідаючи різні історії про сузір'я, наприклад, грецькі, римські та китайські легенди. Вже в 6–7 років він з горища свого будинку спостерігав галілеєві супутники Юпітера за допомогою телескопа, власноруч виготовленого з лінз.
Після закінчення навчання в VI загальноосвітньому ліцеї Стефана Чарнецького в Щецині він поїхав до Торуня і вивчав там астрономію в Університеті Миколая Коперника. Вже під час навчання працював техніком. Закінчив університет у 1969 році, після цього працював асистентом. 1973 року проходив стажування в Інституті радіоастрономії імені інституті Макса Планка в Бонні, який щойно відкрив 100-метровий радіотелескоп Еффельсберг. 1975 року він отримав ступінь доктора філософії з фізики в Університеті Миколая Коперника.
З початком воєнного стану в Польщі Вольщан знову виїхав до Бонна. Там він отримав багато пропозицій наукової роботи в американських установах. Він вирішив вступити до Корнельського університету, якой володів найбільшим на той час радіотелескопом Аресібо діаметр понад 300 м. 1990 року він отримав можливість використовувати цей радіотелескоп для виконання власної дослідницької програми. В обсерваторії Аресібо він, зокрема, співпрацював з Джозефом Тейлором, який отримав Нобелівську премію з фізики в 1993 році за відкриття пульсара у подвійній системі, який дозволив вперше непрямим методом виявити гравітаційні хвилі. Крім Корнельського університету також працював в Прінстоні, а пізніше став професором астрономії в Університеті штату Пенсільванія. З 1994 по 2008 рік він також був професором Університету Миколая Коперника в Торуні. 1995 року зробив габілітацію з астрономії у Варшавському університеті на основі роботи «Субімпульсний дрейф і модуляція радіовипромінювання пульсарів: порівняння теорії зі спостереженнями».
У 2008 році «Gazeta Prawna» оприлюднила, що з 1973 до 1988 року Вольщан був інформатором (під позивним «Ланге») польської комуністичної служби безпеки. Вольщан це підтвердив, але наголосив, що передавав лише неважливу інформацію, зазвичай загальновідому, і нікому не завдав шкоди. Результатом суперечок у польських ЗМІ стала його відставка з Університету Миколи Коперника в Торуні. Він продовжує викладати та досліджувати в Університеті штату Пенсільванія.

## Наукові результати

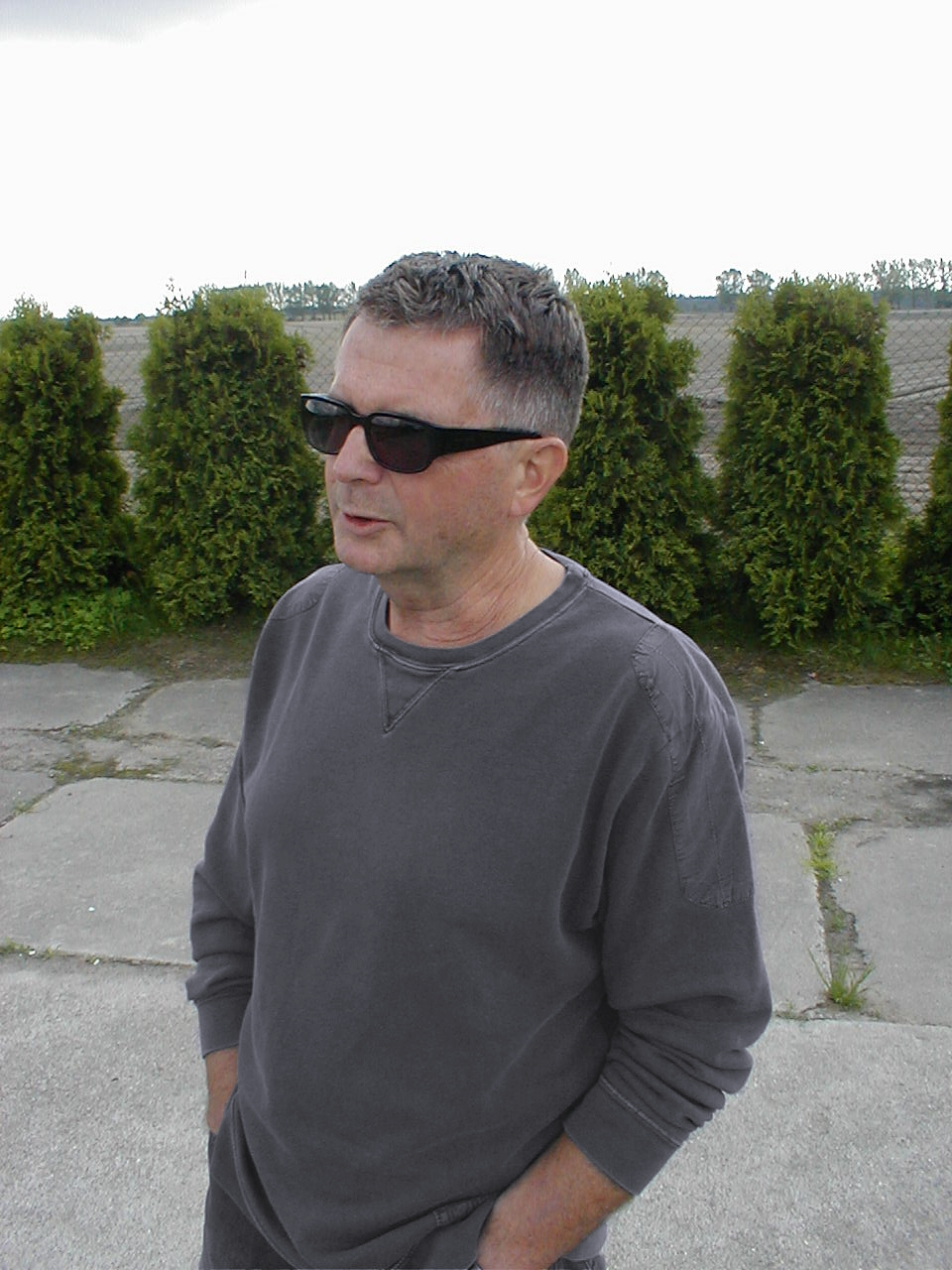
Александер Вольщан Півніцькій обсерваторії в 2006

Працюючи з Дейлом Фрейлом, Вольщан провів астрономічні спостереження в обсерваторії Аресібо, які привели їх до відкриття пульсара PSR B1257+12 у 1990 році. У 1992 році вони показали, що навколо пульсара обертаються дві планети, маси яких спочатку були оцінені в 3,4 і 2,8 маси Землі, а радіуси їх орбіт 0,36 і 0,47 а.о. відповідно. Це було перше підтверджене відкриття планет за межами Сонячної системи. Вольщан оголосив про свої відкриття в 1992 році під час зустрічі Американського астрономічного товариства в Атланті. За два роки він опублікував результати свого відкриття. Астроном Богдан Пачинський назвав це «найбільшим відкриттям польського астронома з часів Коперника». У 1998 році журнал Astronomy включив його відкриття до списку 25 найбільших астрономічних відкриттів усіх часів.
2007 року Вольщан також був частиною польської групи астрономів під керівництвом Анджея Недзельського, яка знайшла ще одну планету за межами Сонячної системи, HD 17092 b, що обертається навколо зорі HD 17092.
2012 року Метью Рут і Вольщан на радіотелескопі Аресібо зафіксували спалахи радіохвиль, які випромінював коричневий карлик 2MASS J10475385+212423. Температура цього коричневого карлика спектрального класу T6.5 становить всього 800—900 К, що робить його найхолоднішим із відомих радіовипромінюючих субзоряних об'єктів.

## Визнання
1992 року Вольщан отримав премію Фундації польської науки. У 1996 році Американське астрономічне товариство присудило йому премію Беатріс Тінслі, а в 1997 році президент Польщі Олександр Квасьневський вручив йому Командорський хрест Ордена Відродження Польщі за видатний внесок у польську науку. У 2002 році він з'явився на польській поштовій марці (в рамках серії з 16 марок під назвою «Польське тисячоліття», яка підсумовує історію, культуру та науку Польщі за останні 1000 років).
У 2006 році Вольщан став почесним громадянином Щецина. У 2007 році Ян Сосінський зняв документальний фільм про життя та наукову діяльність Вольщана під назвою «Ґвяздор — Александер Вольщан» (пол. Gwiazdor - Aleksander Wolszczan).
У 2020 році він був обраний «Членом спадщини» (англ. Legacy Fellow) Американського астрономічного товариства.
У 2008 році Вольщан був одним з номінантів на Нобелівську премію з фізики, однак Нобелівську премію так і не отримав. Натомість Нобелівську премію з фізики 2019 року отримали Мішель Майор і Дідьє Кело. Вони відкрили екзопланету 51 Пегаса b в 1995 році — пізніше, ніж Вольщан. Але їхня екзопланета оберталась не навколо пульсара, а навколо сонцеподібної зорі, що робило їхній результат важливішим для розуміння процесів планетоутворення, а їхній метод — більш результативним для пошуку нових екзопланет.